# Nica lunigera
Nica lunigera är en fjärilsart som beskrevs av Hans Fruhstorfer. Nica lunigera ingår i släktet Nica och familjen praktfjärilar. Inga underarter finns listade i Catalogue of Life.